# Jean-Marc Reiser

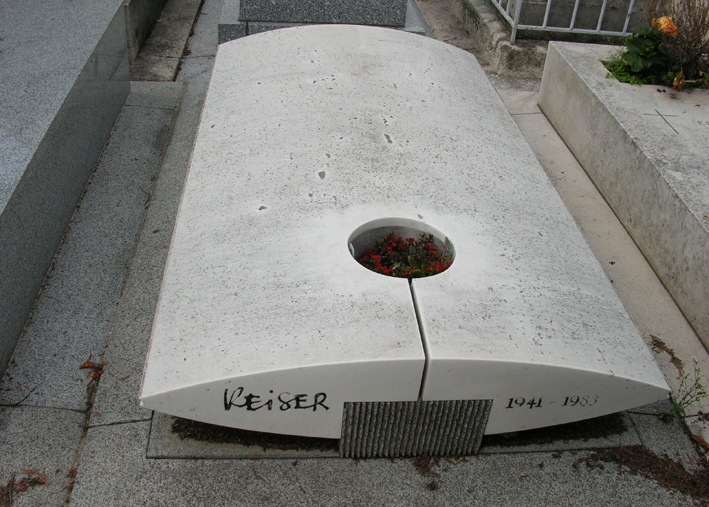
Het graf van Reiser met daarop zijn karakteristieke handtekening

Jean-Marc Reiser (Réhon, 13 april 1941 - Parijs, 5 november 1983) was een Franse tekenaar en stripauteur.

## Carrière
Jean-Marc Reiser groeide op in een arbeidersmilieu in een gezin zonder vader. Hij debuteerde als tekenaar in het personeelsblad van de firma Nicolas waarvoor hij werkte. Van 1959 tot 1961 tekende hij voor verschillende bladen onde het pseudoniem Jiem. In 1961 debuteerde hij in het Franse weekblad Hara-Kiri. Voor dat blad (later herdoopt naar Hara-Kiri Hebdo, Charlie Hebdo en Charlie Mensuel) leverde hij jarenlang bijdragen. Van 1966 tot 1972 werkte Reiser ook voor Pilote. Hij schreef scenario's voor verschillende tekenaars (bijvoorbeeld Histoire de France en 80 gags voor Pouzet) en tekende ook zelf strips. Hij werkte ook voor verschillende Franse kranten, zoals Le Monde en Le Nouvel Observateur. Zijn bekendste personages zijn Gros Dégueulasse en Jeannine. Hij stierf in 1983 aan kanker.
Het werk van Reiser werd bekroond met de Grote Prijs van het Internationaal Stripfestival van Angoulême in 1978.
Met de komiek Coluche creëerde Reiser meerdere strips, waaronder de serie "Sales Blagues" die werd gepubliceerd in L'Écho des Savanes en na zijn dood werd overgenomen door de tekenaar Philippe Vuillemin.
Reiser heeft met zijn tekenstijl een sterke invloed gehad op het werk van de tekenaars Hein de Kort, Walter Moers, Eduard Bosch en Kamagurka. Zijn tekenstijl wordt in Frankrijk weleens de ligne crade (vuile lijn) genoemd.
- Biblioteca Nacional de España: XX1030034
- Bibliothèque nationale de France: cb119214416 (data)
- Gemeinsame Normdatei: 119516209
- International Standard Name Identifier: 0000 0001 2019 8059
- Library of Congress Control Number: n85816313
- Nationale Bibliotheek van Letland: 000187358
- Nationale Bibliotheek van Israël: 987007455314405171
- Nederlandse Thesaurus van Auteursnamen: 069976139
- RKD-Nederlands Instituut voor Kunstgeschiedenis: 263422
- Istituto Centrale per il Catalogo Unico: CFIV093249
- Système universitaire de documentation: 02709359X
- Virtual International Authority File: 2476058